# Хлібна вулиця (Житомир)
Хлібна вулиця — вулиця в Корольовському та Богунському районах міста Житомира.

## Характеристики

### Розташування
Знаходиться у центральній частині міста та місцевості «Сінний Ринок». Вулиця пролягає в Старому місті. Північна частина вулиці розташовується у північній частині Старого міста, що має історичну назву «Новоє Строєніє» («Нова Будова»).
Бере початок на розі вулиць Івана Франка та Дмитрівської, прямує на північ, завершується виходом на вулицю Домбровського.
Хлібну вулицю перетинають: вулиця Бориса Тена, Київська вулиця, вулиця Михайла Грушевського, Старогончарна вулиця, вулиця Лесі Українки.
Перехрестям з вулицею Хлібною завершуються: Прохідний провулок, вулиця Житній Базар, площа Житній Ринок, вулиця Степана Бандери.
Від Хлібної вулиці беруть початок: Гоголівська вулиця, 1-й Хлібний провулок, 1-й та 2-й Житній провулки, Будівельний провулок.

### Забудова
Вздовж вулиці переважає багатоповерхова забудова 1960 —1990-х рр.: п'яти-дев'ятиповерхові багатоквартирні житлові будинки; наявні декілька громадських будівель.
Історична забудова другої половини ХІХ ст. — поч. ХХ ст. зосереджена між вулицями Дмитрівською й Житній Базар, Старогончарною й Домбровського (східна сторона). На інших ділянках вулиці історична забудова зустрічається рідко.
На вулиці Хлібній здійснюється багатоповерхове житлове будівництво — 9-10 поверховий житловий комплекс.

#### Пам'ятки архітектури та історії[2]
- буд. № 15 — Будинок, в якому проживав російський письменник Олександр Купрін (1894 року побудови[3]);
- буд. № 19 — Будинок працелюбства (1897 —1898 рр. побудови).

### Транспорт
По ділянці вулиці Хлібної від вулиці Бориса Тена до вулиці Михайла Грушевського впроваджений односторонній рух транспорту (у північному напрямку). По вулиці до перехрестя з вулицею Михайла Грушевського пролягають маршрути маршрутного таксі та приміські автобусні маршрути.

### Заклади, установи та організації
- буд. № 14 — Автостанція № 2 «Житній ринок»;
- буд. № 24 — Дитячо-юнацька спортивна школа № 2;
- буд. № 28 — Поштове відділення № 29 оператора «Укрпошта», відділення банку «Ощадбанк»
- буд. № 29 — Філія № 3 Комунального закладу «Міські публічні бібліотеки»;
- буд. № 41 — Житомирське обласне управління лісового та мисливського господарства;
- буд. № 47 — Дошкільний навчальний заклад № 69.

## Історичні відомості

### Історія зміни назв
Проєктна назва вулиці — Тверська вулиця — не прижилася.
Історична назва вулиці — Хлібна вулиця — відома з другої половини ХІХ ст. Від історичної назви вулиці походять назви провулків, що починається від вулиці — 1-го Хлібного, 2-го Хлібного (останній наразі не існує).
У 1930 році перейменована на вулицю імені Десятиріччя Комітетів Незаможних Селян.
У 1937 році вулиця отримала назву «вулиця Горького».
У 1993 році вулиці повернено історичну назву «Хлібна вулиця».

### Історія формування вулиці та її забудови
Вулиця передбачалася згідно з генеральним планом Житомира 1845—1855 років. Північна частина Хлібної вулиці передбачалася крізь Гончарний хутір та прилеглі землі, а заболочену ділянку південніше вулиці Київської для прокладання нової вулиці передбачалося осушити.
Ділянка Хлібної вулиці від вулиці Київської до нинішньої вулиці Домбровського сформувалася до 1850-х років та показана на плані Житомира 1852 року. На плані показана забудова вулиці, що почала формуватися: поодинока в районі перехрестя з майбутньою вулицею Михайла Грушевського; більш суцільна між майбутніми вулицями Лесі Українки й Домбровського, на північ від Гончарного хутора. Станом на 1852 рік новоутворену вулицю, що пізніше отримає назву Хлібна, перетинала лише одна вулиця — Старогончарна. Наприкінці формувалося перехрестя з майбутньою вулицею Домбровського.
До кінця ХІХ ст. сформувалася ділянка вулиці Хлібної південніше Київської вулиці, подолавши місцевість в районі сучасного Житнього ринку, якій притаманна заболоченість.
До початку ХХ ст. сформувалася історична забудова вздовж вулиці.
Багатоповерхова житлова забудова вулиці почала формуватися у 1960-х роках. Перша житлова п'ятиповерхівка («хрущовка») — на розі з Київською вулицею — 1961 року побудови. До кінця 1960-х років багатоквартирними будинками, збудованими за типовими проєктами, забудовано ділянку Хлібної вулиці між вулицями Київською й Гоголівською. У 1970-х роках п'ятиповерхівками забудовано квартал між вулицею Михайла Грушевського та Старогончарною. З 1980-х років почали зводитися дев'ятиповерхівки в районі Нового Строєнія. Більшість історичної забудови — одноповерхових житлових будинків на Новому Строєнії було знесено упродовж 1970-х — 1990-х рр.